# Roswell, Georgia
Roswell là một thành phố ở phía bắc quận Fulton trong tiểu bang Georgia, Hoa Kỳ. Thành phố có diện tích  km², dân số theo điều tra năm 2008 của Cục điều tra dân số Hoa Kỳ là 87.657 người. Đây là thành phố lớn thứ 7 ở tiểu bang Georgia.